# 埃尔杰姆圆形剧场
埃尔杰姆露天剧场（Amphitheatre of El Jem）是位于突尼西亞傑姆的一个椭圆形露天剧场，这座圆形剧场大约建于公元238年，當時位於羅馬帝國阿非利加的提斯德鲁斯附近。1979年它被联合国教育、科学及文化组织列为世界遗产。

## 外部連結
- 世界遗产中心 - 杰姆的圆形竞技场 （页面存档备份，存于）
- Amphitheatre of El Jem - UNESCO World Heritage Centre （页面存档备份，存于）